# بادولا
بادولا (بالإنجليزية: Badulla)‏ هي مدينة من مدن سريلانكا تقع في إقليم أوفا. يبلغ عدد سكانها 46,581 نسمة وذلك حسب إحصائيات سنة 2011. يبلغ ارتفاع المدينة عن سطح البحر قرابة 680 متر. تبلغ مساحتها 10 كم². تقع على خط عرض 6 وخط طول 81. هي عاصمة إقليم أوفا، و تقع 60 على مسافة 60 كلم من الجنوب الغربي لمدينة كاندي، في منطقة نصف جبلية معروفة بزراعة الشاي.

## تاريخ المدينة
خلال الاستعمار البريطاني كانت بادولا من أهم المراكز الإدارية، و كانت منطلق الخط السككي الممتد نحو كولومبو، و الذي كان يستعمل أساسا لشحن الشاي الذي كان يزرع في منطقة بادولا.

## السكان
بلغ عدد سكان المدينة 581 46 سنة 2001. على المستوى العرقي، يمثل السنهاليون 73.22 % من عدد السكان. أهم أقلية عرقية هم عرب سريلانكا (13.49 %)، متبوعين بالتامليين (11.5 %). يوجد بالمدينة أيضا أقليات من البورغر (أحفاد المستوطنين الأوروبيين) و الماليزيين.

## معرض صور

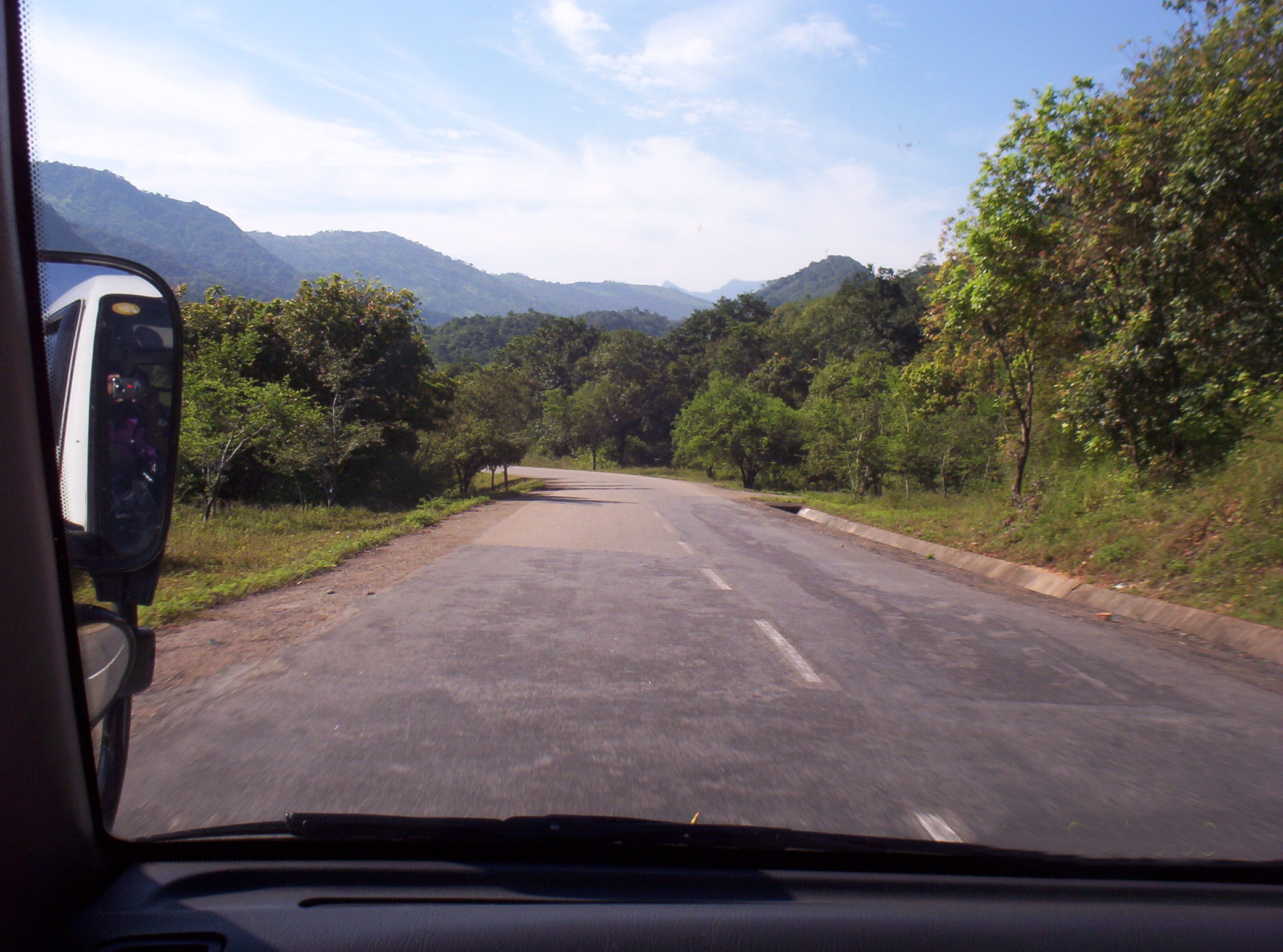
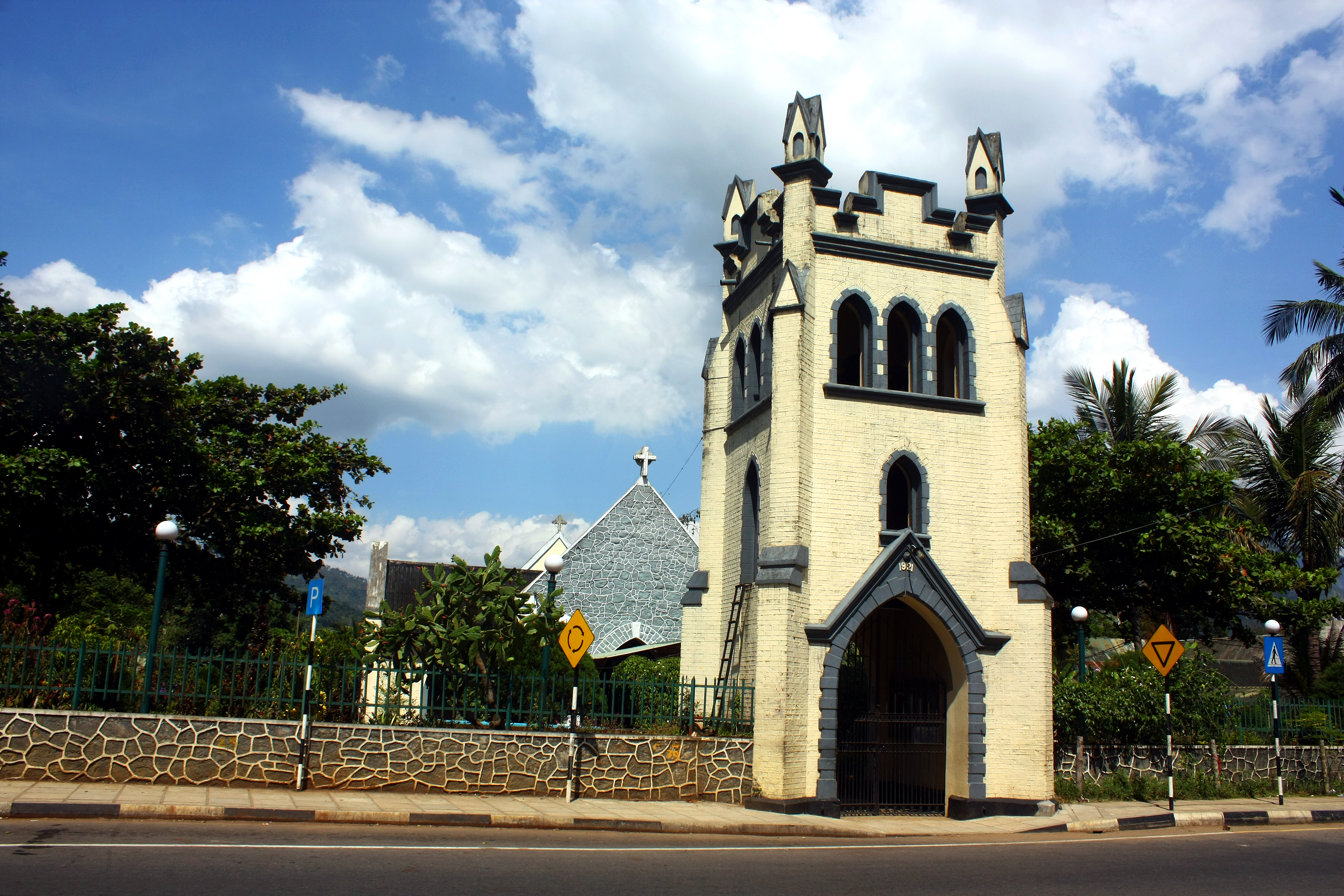
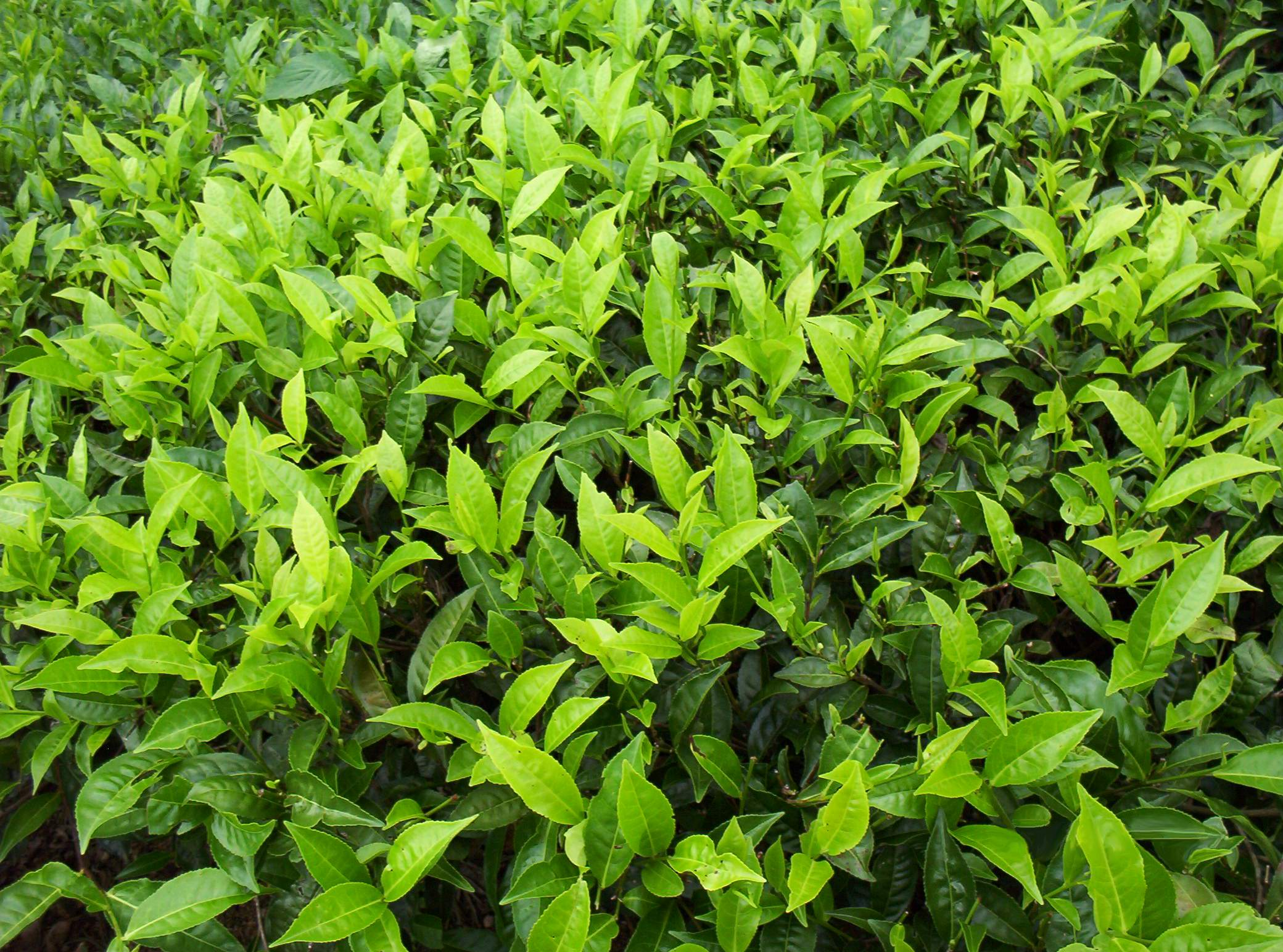
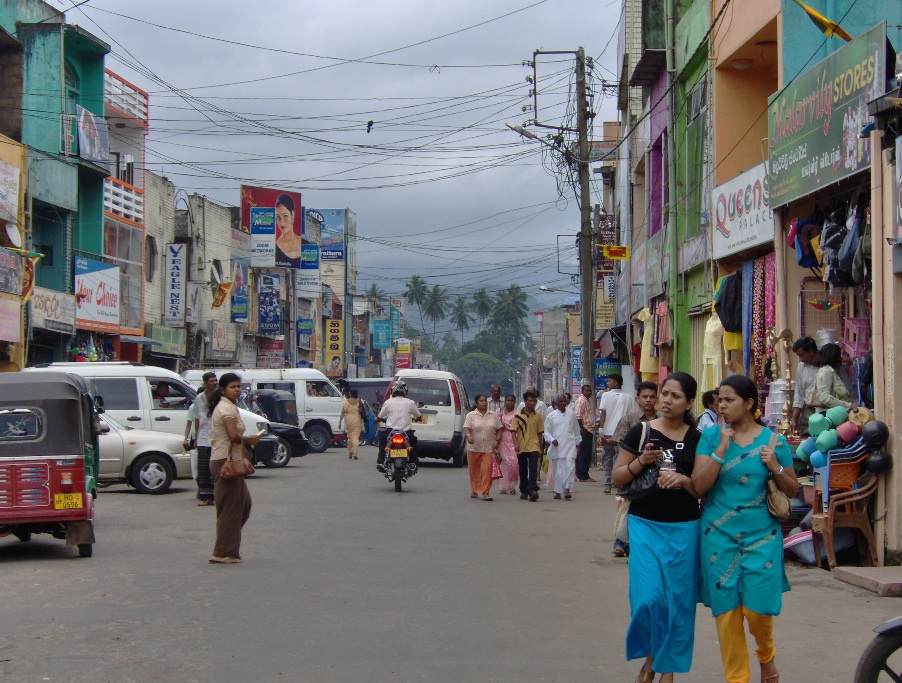
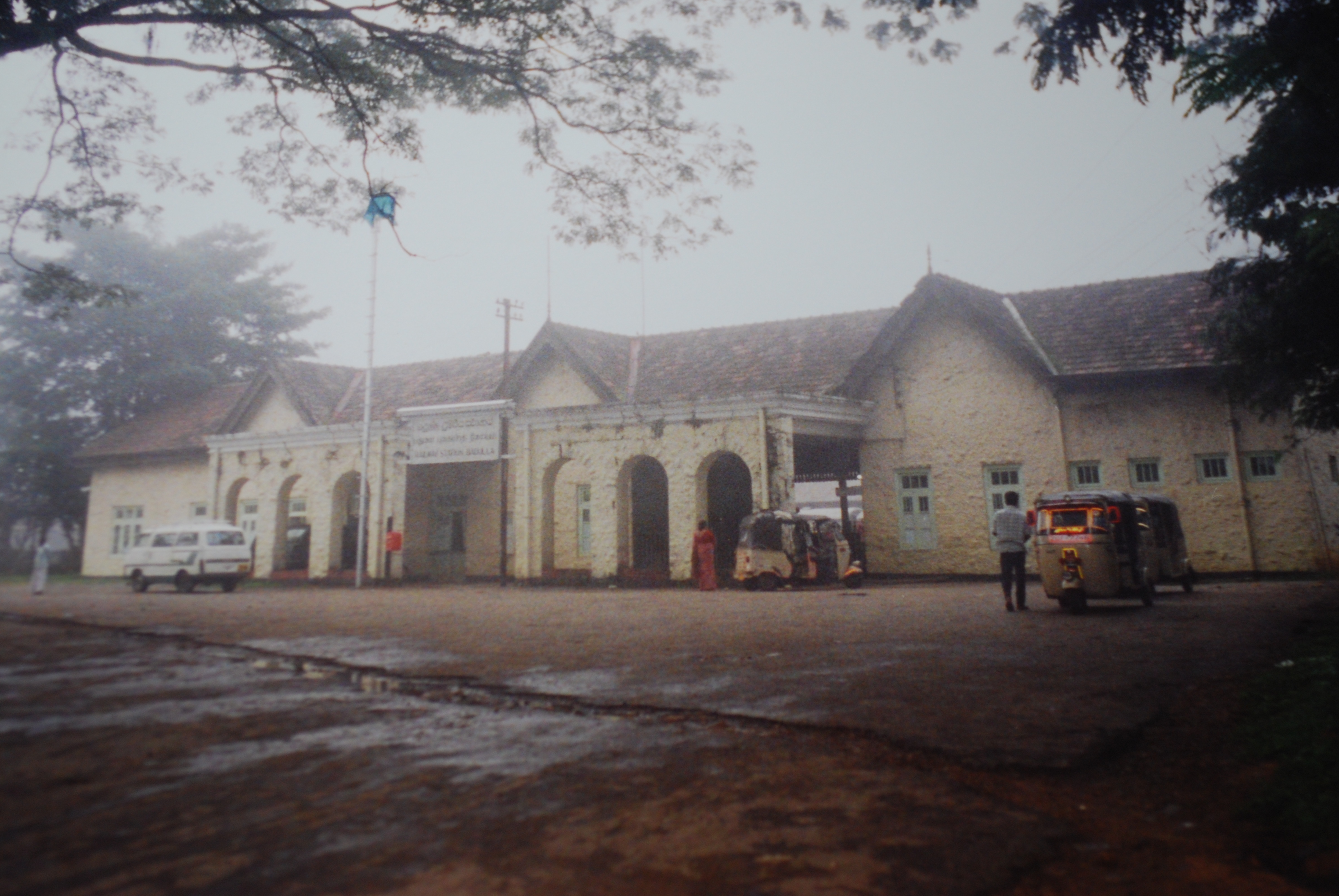

## أعلام
- جون فيلبي

## وصلات خارجية
- الموقع الإلكتروني لحاكم إقليم أوفا